# Rickenbacker (bil)

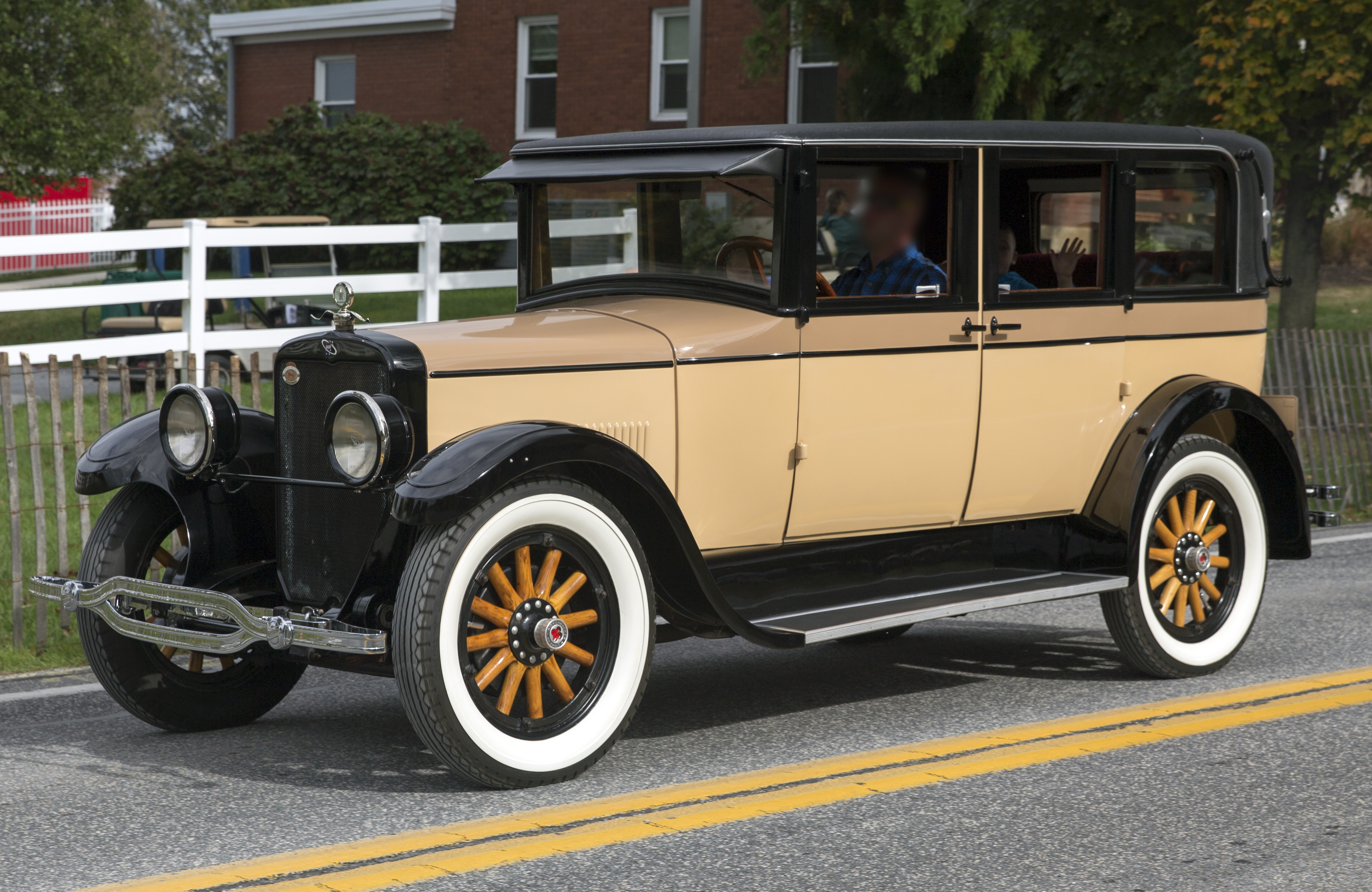
Rickenbacker D6 Sedan från 1925

Rickenbacker var ett amerikanskt bilmärke som tillverkades i Detroit i Michigan i USA 1922-1927.
Bilmärket grundades av Eddie Rickenbacker, som även körde en Rickenbacker som Pace Car i Indianapolis 500 1925.